# Барбіон червоногузий
Барбіон червоногузий (Pogoniulus atroflavus) — вид дятлоподібних птахів родини лібійних (Lybiidae).

## Поширення
Вид поширений в Західній і Центральній Африці від Сенегалу до Уганди. Мешкає на відкритих лісових ділянках, таких як галявини, узлісся, вторинні ліси та старі мангрові ліси, а також сади, плантації та інші оброблені землі. Вид зазвичай населяє низовини до висоти близько 800 м, але також трапляється в Західній Африці до висоти 1550 м, в Камеруні до 1800 м і в горах Рувензорі до 2400 м.